# Petrakiopeltis byrsonimae
Petrakiopeltis byrsonimae är en svampart som beskrevs av Bat., A.F. Vital & Cif. 1957. Petrakiopeltis byrsonimae ingår i släktet Petrakiopeltis och familjen Microthyriaceae.   Inga underarter finns listade i Catalogue of Life.